# Georgswerder
Georgswerder ist eine ehemalige Binneninsel der Unterelbe in Hamburg. Sie war ursprünglich ein Bruchstück der größeren Insel Gorieswerder, die bereits im Mittelalter durch mehrere schwere Sturmfluten in Stücke gerissen wurde. Im 18. Jahrhundert wurde Georgswerder mit den benachbarten Inseln Stillhorn und Rotehaus unter dem Namen Wilhelmsburg zusammengedeicht und gehört auch heute noch zum gleichnamigen Stadtteil im Bezirk Hamburg-Mitte. Die westliche und südliche Grenze des Georgswerder ist noch heute am Verlauf der Wilhelmsburger Dove Elbe und des Georgswerder Schleusengrabens (im Naturschutzgebiet Rhee) erkennbar.  
Trotz seiner Nähe zum Hamburger Hafen blieb Georgswerder noch bis weit ins 20. Jahrhundert überwiegend ländlich geprägt. 1928 starben allerdings mindestens zehn Menschen, als auf der benachbarten Peute in der Chemischen Fabrik Stoltzenberg ein Behälter explodierte und anschließend eine hochgiftige Phosgenwolke über Georgswerder hinwegzog.
Nach dem Zweiten Weltkrieg wurde die Deponie Georgswerder eröffnet, zunächst für Trümmerschutt und Hausabfälle. Von 1967 bis zur Stilllegung 1979 wurden hier auch hochgiftige Industrieabfälle und Sondermüll eingelagert. Seit in den 1980er Jahren bekannt wurde, dass über das Sickerwasser der Deponie giftige Dioxine ins Grundwasser gelangten, wurde die Deponie aufwändig saniert und zum „Energieberg“ umgestaltet.
Von der Sturmflut 1962 war Georgswerder wie das übrige Wilhelmsburg aufgrund seiner Lage besonders stark betroffen.
2012 wurde im Rahmen der IBA Hamburg eine Planungswerkstatt durchgeführt, um das "Zukunftsbild Georgswerder 2025" zu entwickeln. Seit 2015 werden das Wohnquartier Georgswerder Kirchenwiese sowie das Gewerbegebiet Fiskalische Straße entwickelt. Auf einer Fläche von 11,6 Hektar sind hier rund 180 Wohneinheiten und 15.000 m² BGF Gewerbeflächen geplant.